# 程式 (宣德進士)

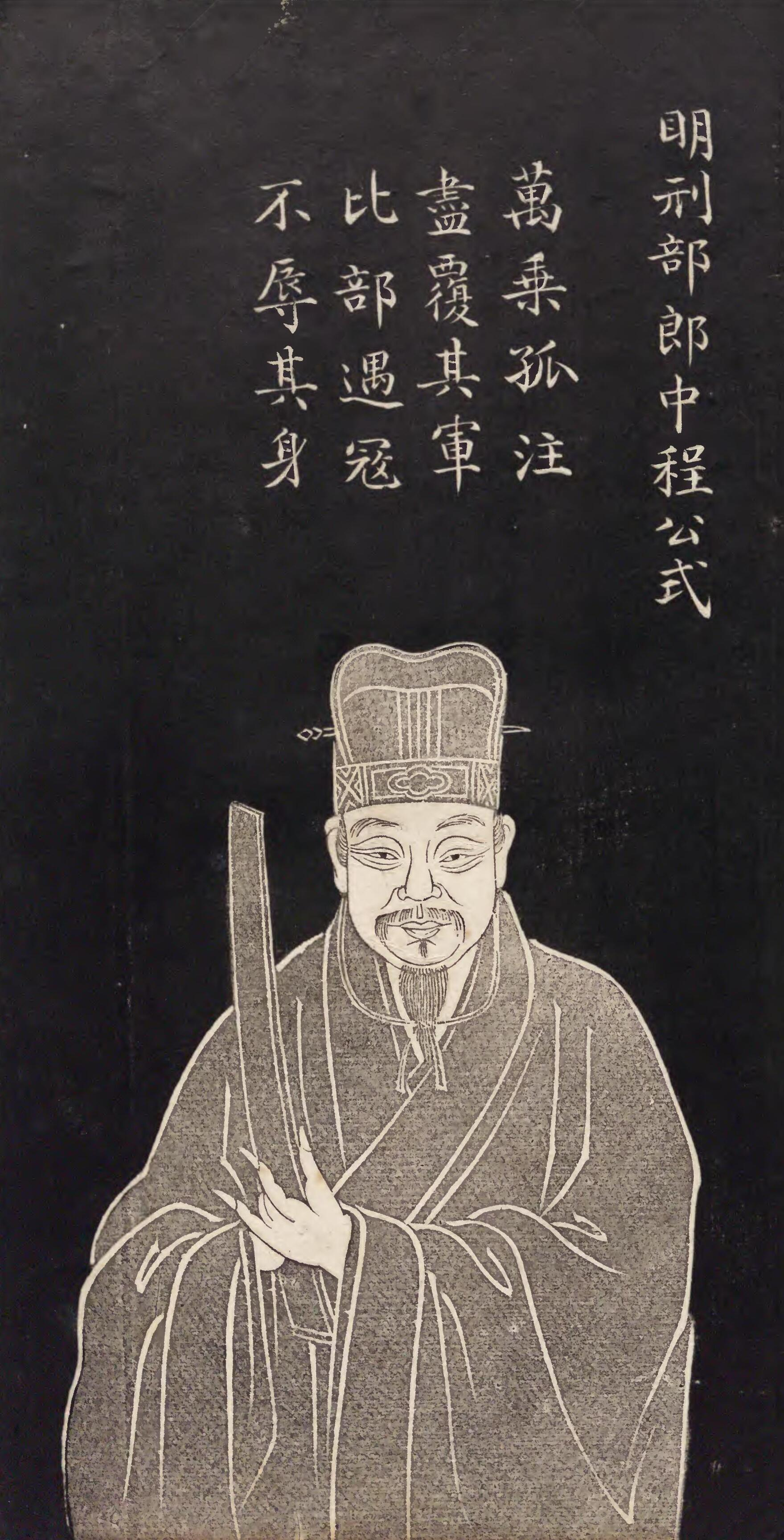
程式

程式（1400年—1449年），直隸蘇州府常熟縣人，民籍。明朝政治人物。進士出身。

## 生平
應天府鄉試第二十九名。宣德八年（1433年）癸丑科會試第十三名，殿試登進士第二甲第二十七名。正統元年，授南京兵部職方司主事，后改刑部員外郎。正統十三年，跟從明英宗北征，土木之變中殉難。

## 家族
曾祖父程元卿。祖父程伯里。父亲程士通。